# Dva z Queensu
Dva z Queensu (v anglickém originále The King of Queens) je americký komediální seriál, který byl vysílán na CBS v letech 1998–2007. Seriál se stal posledním vysílaným hraným sitcomem, který se začal vysílat v 90. letech 20. století.

## Synopse
Doug a Carrie Heffernanovi žijí s Carriiným podivínským otcem Arthurem Spoonerem v Queensu v New Yorku. Doug, který pracuje jako doručovatel, tráví mnoho času doma s Carrie. Ta pracuje jako sekretářka v právnické firmě na Manhattanu. Protože ani jeden z nich nebývá přes den doma, najali Arthurovi dívku Holly, která hlídá psy, aby při jeho procházkách po parku dohlížela i na něj. Dalšími postavami seriálu jsou Dougovi kamarádi – Deacon Palmer, Spence Olchin, Richie Iannucci – a bratranec Danny Heffernan. Deacon je jeho nejlepším přítelem a často spolu chodí na zápasy Knicks'. Spence je velký fanda Star Treku a nemá moc velký úspěch u žen.
Když Doug a Carrie dělají nějaké dobré skutky (jako darování peněz charitě nebo pomáhání lidem najít práci), usmiřují se, omlouvají se nebo dělají něco prospěšného pro sebe (prodávají dům či investují na burze), často to končí tím, že se nepohodnou a svůj názor zastávají až do konce epizody. Oproti jiným sitcomům zůstává hlavní zápletka jednotlivých dílů často až do konce nevyřešena. Závěrečnou scénu mnoha epizod tvoří pouze jakýsi vtip, který jen částečně souvisí s hlavním dějem dílu.

## Obsazení
| Kevin James     | Doug Heffernan                                                    |
| Leah Remini     | Carrie Heffernanová                                               |
| Jerry Stiller   | Arthur Spooner                                                    |
| Victor Williams | Deacon Palmer, Dougův nejlepší přítel                             |
| Patton Oswalt   | Spence Olchin, Dougův kamarád                                     |
| Gary Valentine  | Danny Heffernan, Dougův bratranec                                 |
| Nicole Sullivan | Holly Shumpertová, hlídačka psů a Arthura                         |
| Merrin Dungey   | Kelly Palmerová, Deaconova manželka a Carriina nejlepší kamarádka |
| Lary Romano     | Richie Ianucchi, Dougův kamarád                                   |
| Lisa Rieffel    | Sara Spoonerová, Cariina sestra                                   |

Vedlejší nebo epizodní role ztvárnili také hrdinové seriálu Raymonda má každý rád, který byl také vysílán na CBS, dále například Ben Stiller, Marcia Cross, Chris Elliott, Adam Sandler nebo Kirstie Alleyová.

## Vysílání
| Řada | Díly | Premiéra v USA   | Premiéra v USA  | Premiéra v ČR | Premiéra v ČR |
| Řada | Díly | První díl        | Poslední díl    | První díl     | Poslední díl  |
| ---- | ---- | ---------------- | --------------- | ------------- | ------------- |
| 1    | 25   | 21. září 1998    | 17. května 1999 | vysíláno      | vysíláno      |
| 2    | 25   | 20. září 1999    | 22. května 2000 | vysíláno      | vysíláno      |
| 3    | 25   | 2. října 2000    | 28. května 2001 | vysíláno      | vysíláno      |
| 4    | 25   | 24. září 2001    | 20. května 2002 | vysíláno      | vysíláno      |
| 5    | 25   | 23. září 2002    | 19. května 2003 | vysíláno      | vysíláno      |
| 6    | 24   | 1. října 2003    | 19. května 2004 | vysíláno      | vysíláno      |
| 7    | 22   | 27. října 2004   | 18. května 2005 | vysíláno      | vysíláno      |
| 8    | 23   | 19. září 2005    | 22. května 2006 | vysíláno      | vysíláno      |
| 9    | 13   | 6. prosince 2006 | 14. května 2007 | vysíláno      | vysíláno      |